# Luleå Hamnfestival
Luleå Hamnfestival var en årligt återkommande stadsfestival som arrangerades mellan åren 2013 - 2020. Festivalen arrangerardes mitt i centrala Luleå, främst i centrum och vid Norra hamn.

## Historia
Festivalen var ett gratisarrangemang som var tre eller fyra dagar lång och arrangerades under andra, eller tredje veckan, i juli varje år sedan starten. Under festivalen spärrade man av delar av innerstadens trafik för att bygga upp området. Under festivalen anordnades det (förutom uppträdanden från en rad artister) bland annat diverse dagaktiviteter, flera utställare med marknadsstånd och tivoli.
Hamnfestivalen ersatte den tidigare stadsfestivalen LuleåKalaset, som pågick varje sommar (slutet av juli eller början av augusti) från 2003 till och med 2012. LuleåKalaset i sin tur, ersatte den tidigare festivalen Sjöslaget, som pågick varje sommar från 1990 till och med 2002.
Luleå Hamnfestival fick sitt namn efter en omröstning på Norrbottens-Kurirens webbsida i februari 2013, fem månader innan festivalen startades.
I slutet av april 2020 meddelade Luleå Hamnfestival att man tagit beslutet att ställa in den planerade upplagan av festivalen som en följd av coronapandemin. Festivalen var redan innan coronapandemin planerad att bli den sista upplagan av hamnfestivalen.

## Artister

### Artister 2017, Onsdag 5/7 - lördag 8/7
Torsdag 6 juli var det RIX FM Festival i Luleå, då lade man in dess uppträdande artister i Luleå Hamnfestivals artistprogram.
Dessa artister var Darin, Tove Styrke, Nano, Astrid S, Smith & Thell, Mariette och Robin Stjernberg.
- Linnea Henriksson
- Miss Li
- Raj-Raj Band
- Zacke
- Dolly Style
- Titiyo
- Hurula

### Artister 2016, Onsdag 13/7 - lördag 16/7
- Calle Real
- Jasmine Kara
- Maxida Märak
- Min stora sorg
- Movits!
- Sean Banan
- Silvana Imam
- Systraskap

### Artister 2015, Onsdag 8/7 - lördag 11/7
- Jill Johnson
- Raised Fist
- Cleo
- Kalle Moraeus
- Linda Pira
- Electric Banana Band
- Tove Styrke
- Sabina Ddumba
- Ida Sand och Ola Gustafsson
- Kitok
- Samuel Ljungblahd

### Artister 2014, Onsdag 9/7 - lördag 12/7
- The Neverdies
- Panetoz
- Miriam Bryant
- Ison & Fille
- Amaranthe
- Linnea Henriksson
- Bo Kaspers Orkester
- Sanna Nielsen
- Samuel Ljungblahd
- Jennie Abrahamson

### Artister 2013, Torsdag 11/7 - lördag 13/7
Fredag 12 juli var det RIX FM Festival i Luleå, då lade man in dess uppträdande artister i Luleå Hamnfestivals artistprogram.
Artister var Danny Saucedo, Eric Gadd, Robin Stjernberg, Anton Ewald, Agnes och Zara Larsson.
- Louise Hoffsten
- Petra Marklund
- Markoolio
- Zacke
- Frank Ådahl
- Eddie Razaz
- Mary N'diaye